# جوزيف حاييم ليفي
جوزيف حاييم ليفي (بالانجليزية: Joseph Hiam Levy)، عاش بين عامي 1838-1913، كان كاتباً إنجليزياً وعالم اقتصاد. تلقى تعليمه في مدينة مدرسة لندن ثم التحق بالخدمة العامة. أصبح بعد ذلك مُحاضِراً في علم الاقتصاد في كلية بيركبيك بجامعة لندن ورمزاً هاماً في جمعية الحقوق الشخصية. وقد قام ليفي بكتابة مقدمة الترجمة الإنجليزية لعمل إيف غويو طغيان الاشتراكية عام 1893.